# Dustin Lynch

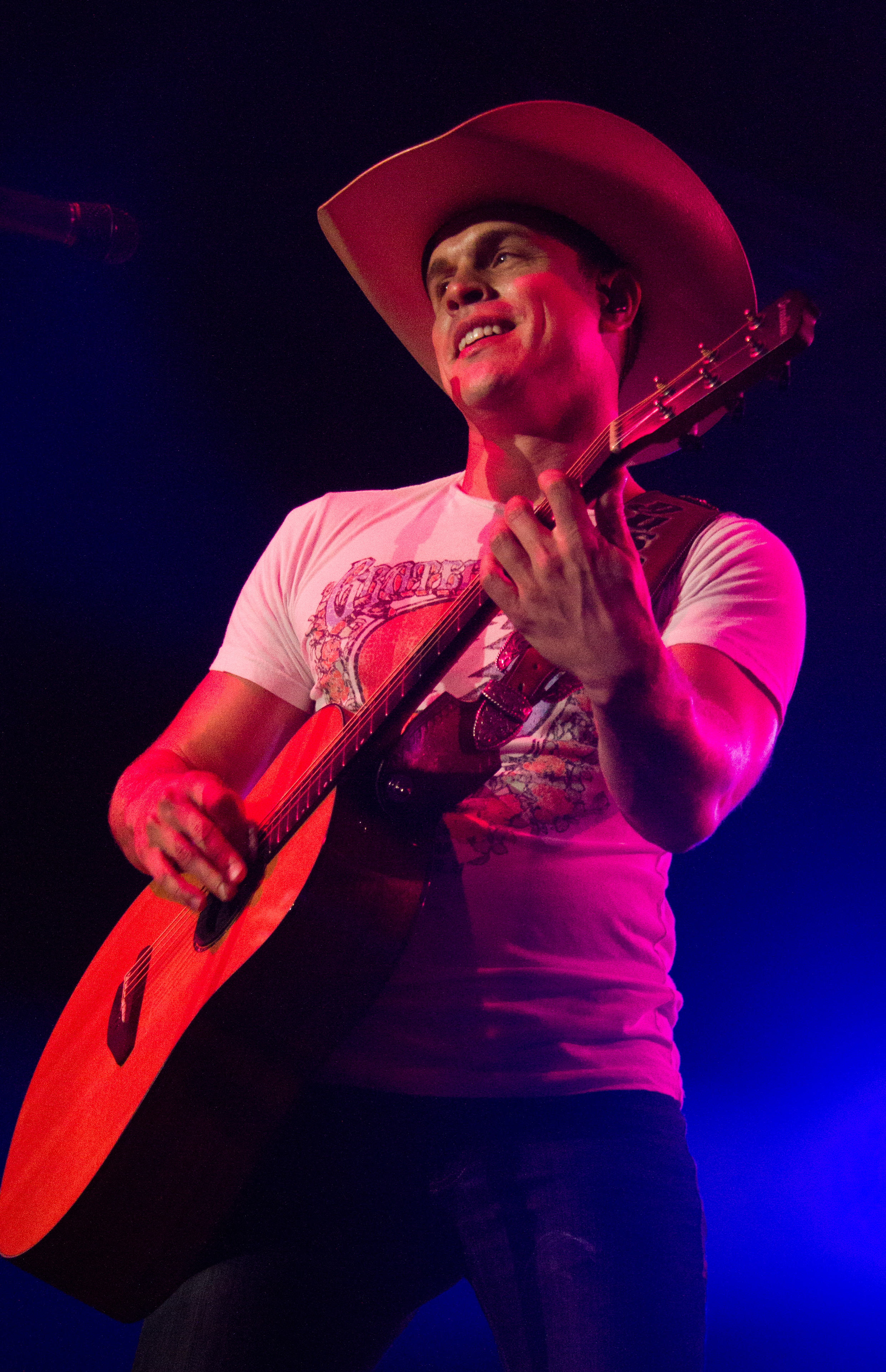
Dustin Lynch in Iowa (2015)

Dustin Lynch (* 14. Mai 1985 in Tullahoma, Tennessee) ist ein US-amerikanischer Countrysänger.

## Karriere
Dustin Lynch wuchs in Tullahoma südlich von Nashville auf und zog mit 18 Jahren in die Country-Hauptstadt. Er besuchte dort das College und hatte seinen ersten Auftritt als Musiker im Bluebird Café. Weitere Auftritte in den Countryclubs im Südosten der Stadt folgten. Darüber hinaus veröffentlichte er auch Musik im Internet bei MySpace und dort wurde 2011 der Manager von Justin Moore auf ihn aufmerksam. Dadurch kam er innerhalb eines Jahres zu einem Songwriter- und einem Plattenvertrag. 
Anfang 2012 erschien bei Broken Bow Records bereits seine Debütsingle Cowboys and Angels und kam auf Anhieb auf Platz 2 der US-Countrycharts sowie auf Platz 40 der offiziellen Singlecharts. Das Lied verkaufte sich über eine Million Mal (Platinauszeichnung). Wenig später folgte das Debütalbum Dustin Lynch, das in den Countrycharts die Spitzenposition erreichte und über ein Jahr lang in den Charts blieb. Zwei weitere Countryhits brachte es noch hervor.
Das zweite Album von Dustin Lynch mit dem Titel Where It’s At folgte 2014. Der vorab veröffentlichte Titelsong wurde sein zweiter Millionenseller. Ein zeitgleich veröffentlichtes Album von Lee Brice verhinderte, dass er zum zweiten Mal Platz eins bei den Countryalben belegte, das Album kam aber in die Top 10 der offiziellen Billboard 200. Mit Hell of a Night und Mind Reader kamen insgesamt drei Albumsongs in die Country-Top-10 und auch in die offiziellen Charts, zwei weitere Gold-Auszeichnungen bekam er dafür.
2017 veröffentlichte er sein drittes Album Current Mood, drei Jahre später folgte Tullahoma. Im September 2018 wurde er als Mitglied in die Grand Ole Opry aufgenommen.
Lynch ist mit dem Model Kelli Seymour liiert.

## Diskografie

### Alben
| Jahr | Titel Musiklabel                                   | Höchstplatzierung, Gesamtwochen, AuszeichnungChartplatzierungen (Jahr, Titel, Musiklabel, Platzierungen, Wochen, Auszeichnungen, Anmerkungen) | Höchstplatzierung, Gesamtwochen, AuszeichnungChartplatzierungen (Jahr, Titel, Musiklabel, Platzierungen, Wochen, Auszeichnungen, Anmerkungen) | Anmerkungen                              |
| Jahr | Titel Musiklabel                                   | US | Country | Anmerkungen                              |
| ---- | -------------------------------------------------- | --- | --- | ---------------------------------------- |
| 2012 | Dustin Lynch This Is Hit / Broken Bow Records      | US13 (13 Wo.)US | Country1 (59 Wo.)Country | Erstveröffentlichung: 21. August 2012    |
| 2014 | Where It’s At This Is Hit / Broken Bow Records     | US8 (14 Wo.)US | Country2 (50 Wo.)Country | Erstveröffentlichung: 9. September 2016  |
| 2017 | Current Mood This Is Hit / Broken Bow Records      | US7 (25 Wo.)US | Country2 (55 Wo.)Country | Erstveröffentlichung: 8. September 2017  |
| 2020 | Tullahoma This Is Hit / Broken Bow Records         | US38 (7 Wo.)US | Country4 (29 Wo.)Country | Erstveröffentlichung: 17. Januar 2020    |
| 2022 | Blue in the Sky This Is Hit / Broken Bow Records   | US125 (1 Wo.)US | Country9 (14 Wo.)Country | Erstveröffentlichung: 11. Februar 2022   |
| 2023 | Killed The Cowboy This Is Hit / Broken Bow Records | — | Country47 (1 Wo.)Country | Erstveröffentlichung: 29. September 2023 |

### Singles
| Jahr | Titel Album                                    | Höchstplatzierung, Gesamtwochen, AuszeichnungChartplatzierungen (Jahr, Titel, Album, Platzierungen, Wochen, Auszeichnungen, Anmerkungen) | Höchstplatzierung, Gesamtwochen, AuszeichnungChartplatzierungen (Jahr, Titel, Album, Platzierungen, Wochen, Auszeichnungen, Anmerkungen) | Anmerkungen                                                                              |
| Jahr | Titel Album                                    | US | Country | Anmerkungen                                                                              |
| --- | ---------------------------------------------- | --- | --- | ---------------------------------------------------------------------------------------- |
| 2012 | Cowboys and Angels Dustin Lynch                | US40 Platin · (22 Wo.)US | Country2 (45 Wo.)Country | Erstveröffentlichung: 16. Januar 2012 Autoren: D. Lynch, J. Leo, T. Nichols              |
| 2012 | She Cranks My Tractor Dustin Lynch             | — | Country29 (20 Wo.)Country | Erstveröffentlichung: 19. November 2012 Autoren: D. Lynch, B. Beavers, T. Nichols        |
| 2013 | Wild in Your Smile Dustin Lynch                | — | Country32 (19 Wo.)Country | Erstveröffentlichung: 27. Mai 2013 Autoren: T. R. Akins, B. Hayslip, M. Green            |
| 2014 | Where It’s At (Yep, Yep) Where It’s At         | US42 Platin · (20 Wo.)US | Country4 (26 Wo.)Country | Erstveröffentlichung: 31. März 2014 Autoren: C. R. Barlowe, Z. Crowell, M. Jenkins       |
| 2014 | Hell of a Night Where It’s At                  | US55 Gold · (16 Wo.)US | Country7 (35 Wo.)Country | Erstveröffentlichung: 3. November 2014 Autoren: Z. Crowell, A. Sanders, J. Boyer         |
| 2015 | Mind Reader Where It’s At                      | US57 Gold · (16 Wo.)US | Country8 (29 Wo.)Country | Erstveröffentlichung: 28. September 2015 Autoren: R. Akins, B. Hayslip                   |
| 2016 | Seein’ Red Current Mood                        | US55 Gold · (9 Wo.)US | Country5 (34 Wo.)Country | Erstveröffentlichung: 11. Juli 2016 Autoren: T. Kennedy, K. Allison, S. Bogard, J. Sever |
| 2017 | Small Town Boy Current Mood                    | US36 ×3Dreifachplatin · (20 Wo.)US | Country2 (41 Wo.)Country | Erstveröffentlichung: 17. Februar 2017 Autoren: R. Akins, K. Fishman, B. Hayslip         |
| 2017 | I’d Be Jealous Too Current Mood                | — | Country27 (21 Wo.)Country | Erstveröffentlichung: 23. Oktober 2017                                                   |
| 2018 | Good Girl Tullahoma                            | US44 Platin · (15 Wo.)US | Country8 (28 Wo.)Country | Erstveröffentlichung: 21. Mai 2018                                                       |
| 2019 | Ridin’ Roads Tullahoma                         | US51 Platin · (20 Wo.)US | Country5 (46 Wo.)Country | Erstveröffentlichung: 25. März 2019                                                      |
| 2020 | Momma’s House Tullahoma                        | US59 Gold · (15 Wo.)US | Country8 (46 Wo.)Country | Erstveröffentlichung: 3. Februar 2020                                                    |
| 2021 | Thinking ’Bout You Tullahoma / Blue in the Sky | US30 ×2Doppelplatin · (26 Wo.)US | Country2 (37 Wo.)Country | Erstveröffentlichung: 3. Mai 2021 feat. Lauren Alaina oder MacKenzie Porter              |
| 2022 | Party Mode Blue in the Sky                     | — | Country30 (28 Wo.)Country | Erstveröffentlichung: 14. Februar 2022                                                   |
| 2023 | Stars Like Confetti Blue in the Sky            | US81 (6 Wo.)US | Country13 (20 Wo.)Country | Erstveröffentlichung: 30. Januar 2023                                                    |
| 2023 | Chevrolet Killed the Cowboy                    | US50 (17 Wo.)US | Country15 (27 Wo.)Country | Erstveröffentlichung: 15. September 2023 feat. Jelly Roll                                |
| Folgende Lieder erschienen nicht als Single, wurden aber durch das Album zum Download und Streaming bereitgestellt und konnten somit eine Platzierung erlangen: |                                                | | |                                                                                          |
| |                                                | | |                                                                                          |
| 2017 | Love Me or Leave Me Alone Current Mood         | — | Country31 (5 Wo.)Country |                                                                                          |

## Auszeichnungen für Musikverkäufe
| Goldene Schallplatte - Kanada - 2017: für die Single Seein’ Red - 2019: für die Single Good Girl 2× Platin-Schallplatte - Kanada - 2019: für die Single Small Town Boy - 2022: für die Single Thinking ’Bout You |

Anmerkung: Auszeichnungen in Ländern aus den Charttabellen bzw. Chartboxen sind in ebendiesen zu finden.
| Land/RegionAuszeichnungen für Musikverkäufe (Land/Region, Auszeichnungen, Verkäufe, Quellen) | Gold     | Platin       | Verkäufe   | Quellen         |
| -------------------------------------------------------------------------------------------- | -------- | ------------ | ---------- | --------------- |
| Kanada (MC)                                                                                  | 2× Gold2 | 4× Platin4   | 400.000    | musiccanada.com |
| Vereinigte Staaten (RIAA)                                                                    | 4× Gold4 | 9× Platin9   | 11.000.000 | riaa.com        |
| Insgesamt                                                                                    | 6× Gold6 | 13× Platin13 |            |                 |